# María Juana (grupo boliviano)
María Juana es un grupo de Música Folclórica Boliviana originario de Bolivia, formado en el 16 de abril de 2005 en la ciudad de Cochabamba. Fue fundado por Marco Veizaga (vocalista), Juan Carlos Veizaga (vientos) y Roberto Carlos Jaldín S. (guitarra y segunda voz). Ellos recrean el folclore boliviano dentro de un contexto de renovación sonora, fusionando los instrumentos autóctonos y ritmos, entre elementos folclóricos y música contemporánea, logrando así una particularidad de sus temas musicales a su propio estilo.
El nombre de esta agrupación se debe a un homenaje en honor a la mujer boliviana, con una profunda conexión entre el arte y el concepto: María, como la madre de Jesucristo, que les identifica con la maternidad, con amor y con humanidad; y Juana, en honor a una heroína boliviana Juana Azurduy de Padilla, quien luchó por la emancipación de Bolivia, contra el Imperio español. Lo que al grupo le ha significado la fuerza de la mujer boliviana, como el ser ideal y el amor por la patria.
María Juana se hizo famoso tras interpretar temas musicales que han sido éxitos, como: Los ojos llorosos, Mi cholita, Quien más que yo, Rompemonteras, Idilio, Vete por donde viniste, Fanático de tu amor, Servidor a la patria y no podía faltar el tema Golondrina fugaz.
Participaron en el Festival Viña del Mar en Chile, para representar a Bolivia en la categoría de música folclórica en 2013, en la que obtuvieron el cuarto lugar. En 2022, compartieron escenario en Respira Vol. 2 con artistas como Guisela Santa Cruz, Animal de Ciudad, Luciel Izumi, Matamba, Gaby Ferreyra, entre otros.